# 엽문4: 더 파이널
엽문4: 더 파이널(ip Man4: The Finale)은 홍콩에서 제작된 엽위신 감독의 2019년 액션, 드라마 영화이다. 견자단 등이 주연으로 출연하였고 견자단 등이 제작에 참여하였다.

## 출연

### 주연
- 견자단
- 스콧 앳킨스
- 진국곤

### 조연
- 오건호
- 오월
- 정칙사
- 니콜라 스튜어트 힐

## 제작진
- 음향: 이요강
- 미술: 맥국강
- 세트: 케이 브라운
- -무술감독: 원화평
- 의상: 이벽군